# Convenant de Sempach
Le convenant de Sempach est un traité signé le 10 juillet 1393 par l'ensemble des cantons suisses qui forment la Confédération des VIII cantons.

## La Confédération suisse avant le Convenant de Sempach
Malgré ses défaites à Sempach et à Näfels, l'Autriche dirigé par les Habsbourg n'abandonne pas et tente, en 1393, de reprendre le pouvoir en signant une alliance avec plusieurs villes dont Bâle et Strasbourg. Le bourgmestre prohabsbourgeois de Zurich, Rodolphe Schöno, amène sa ville à rejoindre, le 4 juillet 1393, cette alliance pourtant dirigée contre la Confédération. Zurich s'engage en effet à rester neutre en cas de conflit entre les Confédérés et les Autrichiens. Devant le danger de ce rapprochement entre Zurich et les Habsbourg, Schwytz et Lucerne obtiennent le départ du bourgmestre et la mise en place, avec l'aide des corporations zurichoises, d'une politique plus proche des idées des Confédérés. L'événement prouve toutefois que la Confédération n'est pas à l'abri de nouveaux conflits avec l'Autriche et qu'il est donc nécessaire de renforcer les liens existants. C'est pourquoi ils créèrent le Convenant de Sempach.

## Le Convenant de Sempach, 1393
Sept ans après leur retentissante victoire, les confédérés se retrouvent à Sempach. Le 10 juillet 1393, Uri, Schwytz, Unterwald, Lucerne, Zurich, Zoug, Glaris et Berne signent le Convenant de Sempach. Berne n'ayant pas été directement signataire de la Charte des Prêtres, c'est la première fois que les huit Confédérés apposent leurs sceaux sur un même document, officialisant ainsi la Confédération des VIII Cantons. Le traité est également signé par Soleure qui avait aidé la Confédération pour certaines guerres en qualité de fidèle allié de Berne notamment. 
Le Convenant fait suite au désordre et à l'insubordination de certaines troupes durant les batailles de Sempach et de Naefels et aux actes de pillage qui ont suivi ces deux batailles. En réglementant de manière commune leurs usages militaires, les Confédérés tentent donc de consolider leur cohésion par une espèce de droit fédéral commun. Le Convenant est aussi appelé « Charte des Dames » parce qu'il contient des règles qui protègent les femmes.

## Texte et objets du Convenant
Le but du Convenant est d'édicter des règles sur la guerre et la juridiction que toutes les parties contractantes doivent suivre. Voici le texte du Convenant de Sempach tiré des pages 51 à 53 du livre de David Lasserre « Alliances confédérales 1291-1815 ». 
1. Interdiction de s'emparer de quoi que ce soit appartenant à un Confédéré ou à un marchand, ou de traiter un Confédéré comme otage.
2. Quand, à l'avenir, des troupes régulières feront une expédition contre des ennemis, que ce soit tous ensemble ou une des villes ou des pays, tous les soldats de cette troupe doivent rester ensemble, loyalement comme l'ont toujours fait nos pères, quelque danger qui se présente, que ce soit dans une bataille rangée ou quelque autre attaque.
3. À supposer qu'un soldat s'enfuie ou transgresse l'un des articles de cette charte, en particulier s'il commet quelque méfait dans une maison ou n'importe quoi qui lui attire l'accusation, vraie ou fausse, d'avoir fait ce que condamne cette charte, et au cas où, sur le témoignage de deux hommes honorables et intègres, il serait reconnu coupable par ceux dont il relève et qui ont à le juger, sa personne et ses biens sont à la disposition de ceux-ci et de nul autre d'entre nous. Et ceux-ci doivent le punir immédiatement en vertu des serments prêtés par leurs Villes ou leurs Pays, selon la faute qu'ils auront reconnue et constatée et de façon que cela serve à chacun d'exemple des actes dont on doit se garder. Et les autres doivent se contenter, sans aucune récrimination, du châtiment pratiqué à l'égard des siens par chaque Ville et chaque Pays.
4. Les blessés qui ne peuvent plus combattre ont le droit de rester auprès des autres jusqu'à la fin du combat, sans encourir l'accusation d'avoir fui.
5. Aucun soldat ne doit quitter le combat pour piller avant que les chefs en aient donné le signal. Dès ce moment, chacun des hommes, armés ou non armés, qui ont pris part à l'affaire, peut piller ; et chacun doit remettre le butin aux chefs dont il dépend, qui le partageront également et honnêtement, d'après leur nombre, entre tous ceux de leurs subordonnés qui sont présents, et chacun doit se contenter de la part de butin qu'il a reçu.
6. Comme le Dieu tout puissant a dit de sa bouche divine que ses maisons doivent être appelées des maisons de prières, et comme c'est grâce à une femme que le salut a été apporté à nouveau et étendu à tous les hommes, nous interdisons, pour l'honneur de Dieu, à qui que ce soit des nôtres de faire irruption si c'est fermé, ou d'entrer si c'est ouvert, dans un couvent, une église ou une chapelle pour l'incendier, le dévaster ou y prendre ce qui s'y trouve et appartient à l'église, que ce soit en cachette ou ouvertement ; à moins que l'on ne trouve des ennemis dans une église, ou quelque chose qui leur appartienne, auquel cas nous pouvons attaquer et faire des dégâts.
7. De même, en l'honneur de Notre Dame et afin qu'elle répande sur nous sa grâce, et nous garde et protège contre tous nos ennemis, nous interdisons aussi à n'importe lequel d'entre nous portant des armes de tuer, frapper ou traiter brutalement une femme ou une jeune fille; à moins qu'elle ne pousse des cris qui pourraient rendre service à nos ennemis à notre détriment ou ne prenne les armes ou n'attaque de près ou de loin un soldat : dans ce cas, on a le droit de la châtier comme on le pourra, sans aucune réserve.
8. Enfin, c'est notre volonté tout à fait unanime qu'aucune de nos Villes ni aucun de nos Pays ni ensemble, ni séparément n'entreprenne une guerre de son propre chef sans qu'une faute ou action hostile ait été constatée conformément à la procédure prévue par les chartes jurées par lesquelles les Villes et les Pays se sont individuellement liés envers tous les autres.
9. Ces ordonnances et prescriptions doivent rester en vigueur dorénavant pour nous et nos après venants.

## Analyse et portée
Dans ce convenant, on remarque le désir des Confédérés, ainsi que de son allié Soleure, d'édicter des règles pour éviter les débordements pendant les guerres et pour assurer une politique étrangère unilatérale. 
La Charte protège le Confédéré qui se fait attaquer par un autre, ainsi que les femmes non armées. Le blessé qui ne peut se battre peut décider de ne pas participer à la bataille sans devenir un déserteur. Les soldats d'une troupe doivent rester ensemble. Ils ne peuvent piller sans l'accord du chef qui décide de la part reçue par chaque personne de la troupe, et ils n'ont pas le droit de piller les lieux saints, sauf si des ennemis s'y trouvent.
Le traité précise encore que les VIII cantons et Soleure ne peuvent entamer un conflit contre un pays ou une ville sans un motif valable. Il confirme et étend ainsi certaines clauses de la Chartes des Prêtres comme l'interdiction des expéditions sauvages et des guerres privées. 
Enfin, le dernier paragraphe révèle que ceux qui ont signé cette charte veulent que ces engagements durent. 
Sur un plan militaire, cette charte nous apprend que lesConfédérés n'étaient pas des guerriers brigands, mais des soldats réguliers, bien dirigés par des chefs responsables.
Le Convenant est une première tentative de créer un droit de guerre unanime avec une clause semblable au droit humanitaire : « Les blessés qui ne peuvent plus combattre ont le droit de rester auprès des autres jusqu'à la fin du combat, sans encourir l'accusation d'avoir fui. »
Comme le note Antoine Castell : « C'est la première expression du sentiment qu'avaient les Suisses de former un état confédéré, dont tous les membres partagent le même sort et dont la structure était plus ferme que naguère. »
Les Confédérés veulent réaffirmer leur envie d'indépendance face au Saint-Empire romain germanique et aux Habsbourg. En gagnant de plus en plus de liberté par rapport à l'Empire, dont ils restent sujets, ils paient moins d'impôts, peuvent rédiger leurs propres lois, avoir leur propre armée pour se défendre ou conquérir des territoires. Ce détachement de l'Empire vise donc aussi une certaine prospérité.
Ce premier droit militaire à aspect humanitaire restera en vigueur jusqu'en 1798, avec des retouches et compléments, notamment dans le Défensional de Wil de 1647 et de 1668.